# قليب

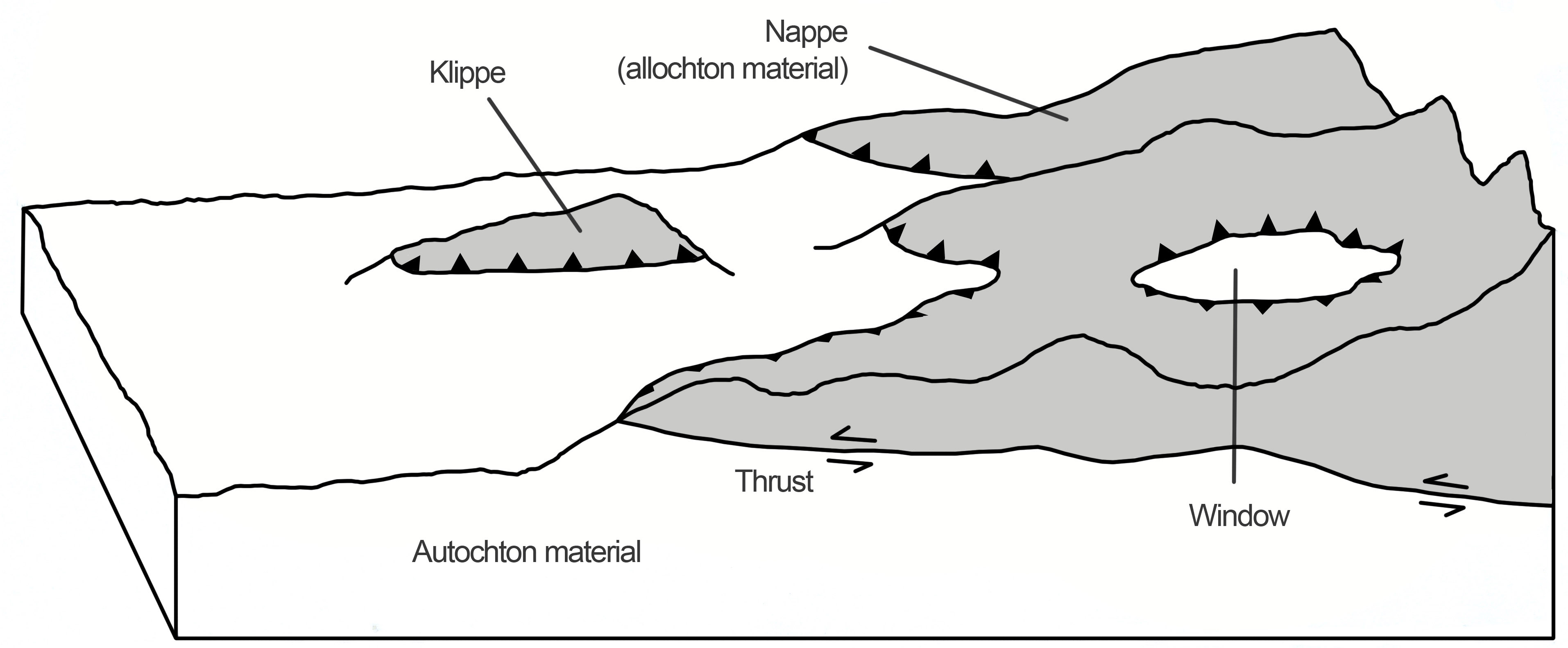
نظرة عامة تخطيطية للنظام المعكوس. المواد المظللة تسمى الفريش. يسمى ثقب التآكل "نافذة أو فنستر". و كليب هو كتلة معزولة من الفريش الذي يغطي المواد أصلية النشأة.

القُلَيب (بالألمانية: Klippe) هو ميزة جيولوجية من تضاريس الفالق المعكوس. القُليب هو الجزء المتبقي من الطية الغريبة (المغتربة) بعد إزالة التعرية من أجزاء التوصيل من الطية. تؤدي هذه العملية إلى تفوق فرش الدسر، وغالبًا ما تتم ترجمتها أفقًا تقريبًا على الطبقات الأصلية. من أمثلة الكليبات ما يلي:
- جبل شيف في مُنتانة
- جبل جون لوري في البرتة
- صخرة جبل طارق

يمكن العثور على القُليبات أيضًا في جبال الألب في سويسرا وبعض الجبال المنعزلة في آسايى ت، في سَذرلَند، في شمال غرب إسكتلندا. 